# Un berceau sans bébé
Pour plus de détails, voir Fiche technique et Distribution.
Un berceau sans bébé (Return to Zero) est un film dramatique américain écrit, coproduit et réalisé par Sean Hanish, sorti en 2014.
Il est présenté pour la première fois au Cinequest Film Festival aux États-Unis, le 8 mars 2014 avant d’être directement diffusé à la télévision le 17 mai 2014 sur Lifetime, et en France le 16 janvier 2015 sur TF1.

## Synopsis
Maggie et Aaron Royal attendent leur premier enfant. Seulement Maggie finit par accoucher d'un enfant mort-né. Cette tragédie fragilise le couple qui tente de se retrouver lors d'un voyage à Las Vegas. À leur retour, Maggie apprend que son mari lui est infidèle.

## Fiche technique
- Réalisation : Sean Hanish (en)
- Scénario : Sean Hantise
- Direction artistique : Derek B. Mitchell
- Décors : Brent David Mannon
- Costumes : Patrik Milani
- Photographie : Harris Charalambous
- Montage : Anita Brandt-Burgoyne
- Musique : James T. Sale
- Production : Sean Hanish et Paul Jaconi-Biery ; Kelly Kahl (producteur exécutif)
- Sociétés de production : Cannonball Productions
- Pays d'origine :  États-Unis
- Langue originale : anglais
- Format : couleur
- Genre : drame
- Durée : 104 minutes
- Dates de diffusion :
  - États-Unis : 8 mars 2014 (Cinequest Film Festival) ; 17 mai 2014 sur Lifetime
  - France : 16 janvier 2015 sur TF1

## Distribution
- Minnie Driver (VF : Marie-Eve Dufresne) : Maggie Royal
- Paul Adelstein (VF : Boris Rehlinger) : Aaron Royal
- Alfred Molina (VF : Gabriel Le Doze) : Robert Royal
- Connie Nielsen (VF : Hélène Bizot) : Dr Claire Holden
- Kathy Baker : Kathleen Callaghan
- Sarah Jones (VF : Noémie Orphelin) : Dana
- Andrea Anders : Trish
- Peter Jason : Gerry
- Audrey Wasilewski : Laura

Sources et légende : version française (VF) sur RS Doublage

## Production
Développement
Il s'agit d'un film autobiographique qui s'inspire de l'histoire qu'ont vécu le réalisateur et scénariste Sean Hanish et sa femme.
Sean Hanish a fait appel aux dons des internautes via l'entreprise Kickstarter pour financer une partie du film,.

## Accueil
Le téléfilm a été vu par 1,497 million de téléspectateurs lors de sa première diffusion.